# Zodion andersoni
Zodion andersoni är en tvåvingeart som beskrevs av Krober 1936. Zodion andersoni ingår i släktet Zodion och familjen stekelflugor. Inga underarter finns listade i Catalogue of Life.